# زویا دوس
زویا دوس (انگلیسی: Zoya Dus؛ زادهٔ ۲۴ نوامبر ۱۹۵۲) ورزشکار ورزش شنا اهل اتحاد جماهیر شوروی سوسیالیستی است.